# Xujia (sockenhuvudort i Kina, Jiangxi Sheng, lat 27,65, long 116,69)
Xujia är en sockenhuvudort i Kina. Den ligger i provinsen Jiangxi, i den sydöstra delen av landet, omkring 140 kilometer sydost om provinshuvudstaden Nanchang. Antalet invånare är 21 521. Befolkningen består av 10 426 kvinnor och 11 095 män. Barn under 15 år utgör 24,0 %, vuxna 15-64 år 69 %, och äldre över 65 år 6,0 %.
Runt Xujia är det ganska tätbefolkat, med 179 invånare per kvadratkilometer. Närmaste större samhälle är Wanfang, 8,2 km sydväst om Xujia. I omgivningarna runt Xujia växer i huvudsak blandskog.
Genomsnittlig årsnederbörd är 2 563 millimeter. Den regnigaste månaden är juni, med i genomsnitt 466 mm nederbörd, och den torraste är oktober, med 21 mm nederbörd.